# Can Boter (Sant Feliu de Buixalleu)
Can Boter és una masia de Sant Feliu de Buixalleu (Selva) inclosa a l'Inventari del Patrimoni Arquitectònic de Catalunya.

## Descripció
Masia aïllada, situada a Grions, i orientada al sud.
Consta de planta baixa i pis, i està coberta per un teulat desigual a doble vessant.
A la planta baixa hi ha la porta d'entrada, protegida per un porxo cobert amb teula àrab, amb una finestra a cada costat, i un portal d'entrada al garatge. Totes les obertures són en arc de llinda, fets en maó disposats en sardinell, excepte la llinda de la porta del garatge que està feta amb una llinda en formigó.
El pis té cinc finestres, en arc de llinda, també amb maó col·locat en sardinell.
La façana és de paredat rústic.

## Història
No es coneix cap referència històrica sobre la masia, tot i que la família que n'és propietària tenen coneixement oral de l'existència de la mateixa en època carlina (segle xix).